# Sempere
Sempere è un comune spagnolo di 38 abitanti situato nella comunità autonoma Valenciana.

## Società

### Evoluzione demografica
| 1990 | 1992 | 1994 | 1996 | 1998 | 2000 | 2002 | 2004 | 2005 | 2007 |
| ---- | ---- | ---- | ---- | ---- | ---- | ---- | ---- | ---- | ---- |
| 50   | 45   | 40   | 38   | 31   | 39   | 38   | 34   | 38   | 38   |